# Saxhorno
El saxhorno o saxcorno es un instrumento de viento-metal con una boquilla con agujero cónico y copa profunda. El sonido tiene una calidad suave característica y combina bien con otros instrumentos de la familia del viento-metal.

## Familia
Los saxhornos forman una familia de siete instrumentos (aunque parece que en algún momento han existido diez tamaños diferentes). Diseñado para el uso de banda, se lanzó alternativamente en Mi♭ (bemol) y Si♭, al igual que la familia del saxofón.
Hay mucha confusión en cuanto a nomenclatura de los diversos instrumentos en diferentes idiomas, que se ha visto agravado por el debate en cuanto a si la familia de los saxhornos es verdaderamente nueva, o más bien un desarrollo de los miembros de las ya existentes familias de la corneta y la tuba. El saxhorno también es comúnmente confundido con el fliscorno, un instrumento alemán que tiene una configuración diferente y anterior al saxhorno. Esta confusión probablemente se deriva de la común sustitución del fliscorno por el saxhorno cuando no está disponible (y viceversa). 

## Historia

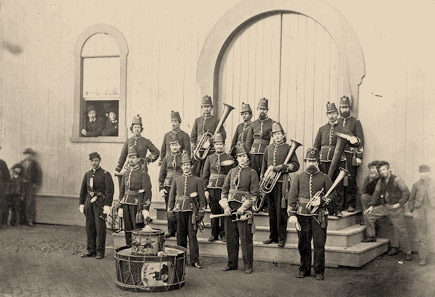
Banda de la Décima Reserva del Cuerpo de Veteranos. Washington D. C. (Estados Unidos), 1865.

El saxhorno fue desarrollado en la segunda mitad de los años 1830 y la familia del saxhorno fue patentada en París (Francia) en 1845 por Adolphe Sax. La reclamación de que Sax había inventado el instrumento fue acaloradamente impugnada por otros fabricantes de instrumentos de viento-metal a lo largo de su vida, lo que dio lugar a diversas demandas. A mediados de los años 1850, continuó experimentando con instrumentos de válvulas.
Los saxhornos se popularizaron por Distin Quintet, un grupo musical que recorrió Europa durante mediados del siglo XIX. Esta familia de músicos, editores y fabricantes de instrumentos ha tenido un impacto significativo sobre el crecimiento de la banda de viento-metal en Gran Bretaña en la segunda mitad del siglo XIX.
El saxhorno fue el más común de los instrumentos de viento-metal en las bandas de la guerra civil estadounidense. La variedad de instrumento sobre el hombro fue utilizado, al igual que la campana que apunta hacia atrás, para permitir a las tropas que marchaban detrás de la banda escuchar la música.
Una obra contemporánea para este instrumento es "Tubissimo" (1983) de Désiré Dondeyne, para tuba o saxhorno y piano.